# مورتين تيلدوم
مورتين تيلدوم (بالنرويجية: Morten Tyldum)‏ هو مخرج نرويجي.
تلقى تعليمه في مدرسة الفنون البصرية في نيويورك. زوجته السابقه لمورتين تيلدوم جاين تيلدوم. فاز أول أفلامه الروائية الطويلة «صديق» 2003 بجائزة الجمهور في «مهرجان النرويجي الدولي للسينما»، و«مهرجان كارلوفي فاري السينمائي الدولي»، و«مهرجان وارسو السينمائي السينمائي الدولي»، عدا عن فوزه بـ «جائزة أماندا» لأفضل فيلم في وقتها. يعتبر فيلمه «الصياد» عام 2011 واحداً من أكثر الأفلام نجاحاً في تاريخ السينما النرويجية في ذلك الوقت، وأكثر الأفلام الأجنبية مبيعاً على شباك التذاكر البريطاني حينها. رشح جائزة الأوسكار لأفضل مخرج عن فيلم لعبة التقليد عام (2014)

## الأعمال
- 2014: لعبة التزييف
- 2016:  المسافرون
- 2008: Fallen Angels
- 2011: صائد الرؤوس

## الجوائز
رشح لجائزة الأوسكار كأفضل مخرج عن فيلم لعبة التقليد.
الفائزين والمُرشّحين عام 2015 أفضل مخرج

## وصلات خارجية
- مورتين تيلدوم على موقع IMDb (الإنجليزية)
- مورتين تيلدوم على موقع ألو سيني (الفرنسية)
- مورتين تيلدوم على موقع أول موفي (الإنجليزية)
- مورتين تيلدوم على موقع بوكس أوفيس موجو (الإنجليزية)
- مورتين تيلدوم على موقع قاعدة بيانات الأفلام السويدية (السويدية)
- مورتين تيلدوم على موقع قاعدة بيانات الفيلم (الإنجليزية)
- مورتين تيلدوم على موقع كينوبويسك (الروسية)